# Kiliany
Kiliany (deutsch Kiliannen, 1938 bis 1945 Kilianen) ist ein kleines Dorf in der polnischen Woiwodschaft Ermland-Masuren, das zur Landgemeinde Kowale Oleckie (Kowahlen, 1938 bis 1945 Reimannswalde) im Powiat Olecki (Kreis Oletzko, 1933 bis 1945 Kreis Treuburg) gehört.

## Geographische Lage
Kiliany liegt im Nordosten der Woiwodschaft Ermland-Masuren, zwölf Kilometer nordwestlich der Kreisstadt Olecko (Marggrabowa, 1928 bis 1945 Treuburg).

## Geschichte
Das kleine ursprünglich Kylian, nach 1785 Killianen und bis 1938 Kiliannen genannte Dorf erfuhr im Jahre 1561 seine Gründung. Im Jahre 1817 wurde der neu gebildete Ort namens Friedensdorf (polnisch Kilianki) abgetrennt.
Von 1874 bis 1945 gehörte Kiliannen zum Amtsbezirk Schareyken (polnisch Szarejki), der – 1939 in „Amtsbezirk Schareiken“ umbenannt – Teil des Kreises Oletzko – 1933 bis 1945 „Landkreis Treuburg“ genannt – im Regierungsbezirk Gumbinnen der preußischen Provinz Ostpreußen war.
Im Jahr 1910 verzeichnete Kiliannen eine Zahl von 197 Einwohnern. Diese ging bis 1933 auf 166 zurück und belief sich 1939 auf nur noch 148.
Aufgrund der Bestimmungen des Versailler Vertrags stimmte die Bevölkerung im Abstimmungsgebiet Allenstein, zu dem Killianen gehörte, am 11. Juli 1920 über die weitere staatliche Zugehörigkeit zu Ostpreußen (und damit zu Deutschland) oder den Anschluss an Polen ab. In Killianen stimmten 142 Einwohner für den Verbleib bei Ostpreußen, auf Polen entfiel keine Stimme.
Im Jahre 1938 änderte man die Namensschreibweise in „Kilianen“. Sieben Jahre später kam das Dorf in Kriegsfolge mit dem gesamten südlichen Ostpreußen zu Polen und trägt seither die polnische Namensform „Kiliany“. Das Dorf ist heute Sitz eines Schulzenamtes (polnisch Sołectwo) im Verbund der Landgemeinde Kowale Oleckie im Powiat Olecki innerhalb der Woiwodschaft Ermland-Masuren.

## Religionen
Die mehrheitlich evangelische Bevölkerung war vor 1945 in das Kirchspiel der Kirche zu Schareyken eingepfarrt und gehörte somit zum Kirchenkreis Oletzko/Treuburg in der Kirchenprovinz Ostpreußen der Kirche der Altpreußischen Union. Die katholischen Kirchenglieder waren nach Marggrabowa (1928 bis 1945: Treuburg, polnisch Olecko) im damaligen Bistum Ermland orientiert.
Heute besteht in Szarejki eine katholische Pfarrei, deren Pfarrkirche die ehemalige evangelische Kirche ist. Die Pfarrei gehört zu einem der beiden Dekanate in Olecko im Bistum Ełk (Lyck) der Katholischen Kirche in Polen. Die hier lebenden nur noch wenigen evangelischen Kirchenglieder gehören zur Kirchengemeinde in Gołdap (Goldap), einer Filialgemeinde der Pfarrei Suwałki in der Diözese Masuren der Evangelisch-Augsburgischen Kirche in Polen.

## Verkehr
Kiliany liegt ein wenig abgelegen westlich der polnischen Landesstraße DK 65. Das Dorf ist über eine Stichstraße erreichbar, die unweit von Kilianki (Friedensdorf) von der Nebenstraße abzweigt, die von Stożne (Stoosznen, 1938 bis 1945 Stosnau) nach Sokółki (Sokolken, 1938 bis 1945 Halldorf) führt.